# Trương Siêu
Trương Siêu (chữ Hán: 张超, ?-195), là tướng nhà Hán trong lịch sử Trung Quốc. Ông là một trong 10 lộ chư hầu tham gia chiến dịch chống Đổng Trác vào năm 190.

## Tiểu sử
Trương Siêu nguyên là người quận Đông Bình thuộc Duyện châu. Theo Tam Quốc diễn nghĩa thì tên tự của ông là Mạnh Cao (孟高). Sử sách ghi chép không rõ ràng về gia đình của ông, chỉ chép lại rằng ông có một người anh là Trương Mạc, được phong làm thái thú Trần Lưu, còn bản thân ông được phong thái thú Quảng Lăng.
Bấy giờ trong triều đình Đông Hán, đại thần Đổng Trác thao túng quyền lực, phế Thiếu đế, lập Hiến đế, trở thành người nắm chính trường, khiến nhiều người bất bình. Năm 190, Viên Thiệu tập hợp chư hầu thảo phạt Đổng Trác, Trương Siêu cùng anh là Trương Mạc tham gia vào cuộc chiến này, cùng với 18 lộ chư hầu khác, do Viên Thiệu thống lĩnh, tiến đánh Đổng Trác, buộc Trác phải dời đô từ Lạc Dương về Trường An.
Những năm tiếp theo trong triều phát sinh biến loạn, Đổng Trác bị thủ hạ là Lã Bố giết chết, nhưng Lã Bố cũng bị các tướng trung thành của Trác là Lý Thôi, Quách Dĩ chống lại, không giữ được Trường An, phải bỏ đi nơi khác. Trương Siêu và anh giúp đỡ Lã Bố, tôn làm Thứ sử Duyễn châu và giúp binh lương cho Bố.
Mùa hạ năm 194, Tào Tháo ở Duyễn Châu mang quân đánh Lã Bố, chiếm Từ châu. Anh em Trương Siêu và Trần Cung cùng Lã Bố đánh chiếm căn cứ Duyễn châu của họ Tào.
Năm 195, Tào Tháo lại đánh Lã Bố, Bố vội vã chạy về Từ châu theo Lưu Bị, còn Trương Siêu ở lại trấn giữ Ung Khâu theo ý của Trương Mạc.
Tào Tháo đem quân đánh Ung Khâu. Đến tháng 12, Trương Siêu đại bại, bị Tào Tháo bắt và xử tử. Anh ông và cả gia tộc họ Trương cũng bị diệt.